# 永井海苔
永井海苔株式会社（ながいのり）は愛知県豊橋市にある、海苔の加工、製造業を中心とした会社。焼のり、しいたけ等の商品があり、中元や歳暮等でもお馴染みである。
コマーシャルにおける「ナガーイお付き合い」のキャッチフレーズでしられている。なお同名異字のナガイのりは、元々1951年に浅草海苔を扱う東京永井海苔店として暖簾分けの形で創業（その後1960年に法人組織「東京ナガイ」設立）したものが原点で、2004年に当社と東京地区法人のナガイのり、東京ナガイと合弁して、販売会社・ナガイナチュラルフーズコーポレーションを設立（その後2008年に当社と合併）することで、双方の関係強化を図っている。

## 沿革
- 1947年10月 - 永井光次が永井海苔店を創業。
- 1952年3月 - 加工のり製造部門を新設。
- 1959年8月 - 永井海苔株式会社、株式会社ナガイを設立。
- 2003年9月 - 株式会社ナガイを合併。
- 2004年6月 - ナガイナチュラルフーズコーポレーション株式会社設立。

## CM出演者
- 竹下景子

## 提供番組
- FNN東海テレニュース（東海テレビ、1990～2000年代？）

ほか

## 関連会社
- 永井物産株式会社 - 2003年1月に設立。海苔、しいたけの他、洋食器、グラス、椅子、リヤドロ、ジムトンプソンや各種ギフト、健康食品の商品企画、販売を行っている。